# 范贊特縣
范贊特县（英語：Van Zandt County）是美國德克薩斯州東北部的一個縣。面積2,226平方公里。根据美國2000年人口普查，共有人口48,140人。縣治坎頓（Canton）。
成立於1848年3月20日。縣名德克薩斯共和國眾議員艾薩克·范贊特（Issac Van Zandt）。